# Phacota sichelii
Phacota sichelii är en myrart som beskrevs av Julius Roger 1862. Phacota sichelii ingår i släktet Phacota och familjen myror. Inga underarter finns listade i Catalogue of Life.